# Jhon Murillo
Jhon Murillo, född 13 juni 1984, är en friidrottare från Colombia. Han deltog vid olympiska sommarspelen 2016.